# Alfredo Angeli
Alfredo Angeli (Livorno, 7 de agosto de 1927 – Roma, 25 de noviembre de 2005) fue un director y guionista italiano.
Angeli entró en la industria del cine en 1958, como ayudante de dirección de Luigi Zampa en Proceso a la ciudad (Processo alla città). Después de colaborar, entre otros, con Camillo Mastrocinque y Vittorio Cottafavi, a principios de los 60, comienza a trabajar como director de anuncios publicitarios. de hecho, entre os 60 y los 90 dirige más de 3.000 anuncios. Hizo su debut como director en 1967 on la película satírica La notte pazza del conigliaccio, que fue presentado en el Festival Internacional de Cine de Berlín de 1967. En 1981 dirigió la serie de la RAI Benedetta & Company con gran éxito.

## Filmografía
- 1967: La notte pazza del conigliaccio
- 1976: Languidi baci... perfide carezze
- 1983: Benedetta & Company (TV)
- 1984: L'addio a Enrico Berlinguer (Codirector)
- 1997: Con rabbia e con amore
- 1999: Giochi pericolosi (TV)
- 2001: Un altro mondo è possibile